# Final da Taça de Portugal de 2018–19
A Final da Taça de Portugal de 2018–19 foi a final da 79ª edição da Taça de Portugal, competição organizada pela Federação Portuguesa de Futebol. A final foi disputada a 25 de maio de 2019, no Estádio Nacional, entre o Sporting CP e o FC Porto. O Sporting CP venceu o jogo nas grandes penalidades por 5-4, após o 2-2 nos 90 minutos de jogo, conquistando assim a 17ª Taça de Portugal da sua história.

## Estádio
Tal como é tradição, o estádio escolhido para a Final foi o Estádio Nacional do Jamor. Inaugurado em 1944 e com uma lotação de 37.500 lugares, foi a 67.ª Final da Taça de Portugal que este estádio recebeu.

## Jogo
| 25 de maio de 2019 | Sporting CP            | 2 – 2 | FC Porto                   | Estádio Nacional do Jamor, Oeiras               |
| 17:15              | Danilo 45' · Dost 101' |       | Tiquinho 41' · Felipe 120' | Público: 37,500 Árbitro: Jorge Sousa (AF Porto) |

|                                                                                 |       | Penalidades                                                 |  |
| Bas Dost Bruno Fernandes Jérémy Mathieu Raphinha Sebastián Coates Luiz Phellype | 5 – 4 | Tiquinho Soares Danilo Pereira Pepe Felipe Hernâni Fernando |  |